# Тепото (острів)
Тепото, також відомий як Те Пото, Тохо або Пукапото, є кораловим островом. Це крайній північно-західний з островів Дісаппоінтмент в архіпелазі Туамоту. Попри те, що його часто називають «атолом», Тепото — це не типовий атол Туамоту, а окремий острів без лагуни. Він розташований на межі архіпелагу Туамоту; найближча земля — Напука, яка знаходиться 16 кмна південний схід.
Тепото 2,6 км у довжину та 800 м в ширину; його площа становить 4 кв. км. Цей острів іноді називають Тепото-Норд французькою, щоб уникнути плутанини з атолом Тепото (Тепото-Сюд) 400 кілометрів (249 миль) на південний захід, на островах Раеффскі в центральній частині Туамоту. Застаріла назва Отухо.
Населення за даними перепису 2012 року становило 61 особу. Основним селом є Техекега. Навколо всього острова проходить дорога шириною 5 м.
У 2018 році проживало близько 40 мешканців, з них 13 дітей віком до 12 років 

## Історія
Першим зареєстрованим європейцем, який прибув до Тепото Норд, був дослідник Джон Байрон у 1765 році. Він назвав Напука і Тепото «Островами Дісаппоінтмент» через відсутність безпечної якірної стоянки та вороже ставлення тубільців.

## Адміністрація
Тепото-Норд належить до комуни Напука. Комуна Напука складається з атолів Напука і Тепото-Норд.